# Садр Зия
Шарифджан Махдум Садр Зия (Мухаммадшариф ибн Абдушшакур Аят; 1865, Бухара — 1932) — таджикский поэт, историк, историограф, автор прозаических и поэтических произведений, библиофил и каллиграф, известный кази Бухары. Отец Мухаммаджана Шакури.

## Биография
Шарифджан Махдум Садр Зия родился в 1865 году в городе Бухаре в семье религиозного учёного и поэта дамулла Абдушшакур Айята. Садр Зия учился в разных мадрасах Бухары, его учителями были муфтий ‘Иса-махдум и кази-калон (верховный судья) Бухары Бадр ад-дин (уб. в 1920 г.).